# Mount Churchill
Mount Churchill is een berg en vulkaan van de Verenigde Staten, gelegen in de staat Alaska, 3 km ten noordoosten van de hogere vulkaan Mount Bona.
De berg is 4766 meter hoog en ligt in het Sint-Eliasgebergte. De berg ligt in de Valdez-Cordova Census Area in het zuidoosten van Alaska, circa 20 km van de Canadese grens. De berg is onderdeel van nationaal park Wrangell-St. Elias.
De berg is een met ijs bedekte stratovulkaan. Mount Churchill blijkt de oorsprong te zijn van de White River Ash, een 1900 respectievelijk 1250 jaar oude laag van vulkanisch as, terug te vinden over een gebied van 340.000 km² in Oost-Alaska en het noordwesten van Canada. De as (geschat volume 50 km³) werd verspreid tijdens twee zware uitbarstingen van de vulkaan van grootte VEI 6. De vulkaanuitbarsting van 1900 jaar geleden had zijn neerslag voornamelijk ten noorden van de vulkaanmond, tot 400 km ver, die van 1250 jaar geleden een grotere neerslagzone tot 800 km ten oosten van de vulkaan. De aslaag, tot 60 cm dik, kan onder meer gezien worden langs de Alaska Highway. De aslaag werd een eerste maal beschreven in 1883 maar kon pas in de jaren zestig van de 20e eeuw aan vulkanische activiteit in het Sint-Eliasgebergte gelinkt worden, en nog dertig jaar later, in de jaren negentig aan de correcte vulkaan toegeschreven worden. Een luchtfoto toonde dan de met ijs bedekte kom ten oosten van de huidige top van de berg die de caldera gevormd door deze vulkanische activiteit documenteerde. Verder veldwerk ter plaatse in dat decennium bewees door de aanwezigheid van puimsteen in de kraterrand van de caldera dat deze uitbarsting overeenkwam met de in bovenvermeld gebied gevonden aslaag.
Mount Churchill, tot 1965 een onbenoemde nevenpiek van Mount Bona, kreeg zijn naam dat jaar van het parlement van Alaska in ere van Winston Churchill.